# Сварение в кипятке

«Сварение в кипятке». Гравюра 1740 года

Сваре́ние в кипятке́ — распространённый вид смертной казни, при котором казнённый варился в горячей жидкости. Данный метод казни являлся одним из наиболее негуманных, так как казнённый испытывал сильные мучения, прежде чем умереть. Этот метод казни применялся в разных странах мира.

## Африка

### Египет
В Древнем Египте этот вид наказания применялся в основном к лицам, ослушавшимся фараона. Рабы фараона на рассвете (специально, чтобы Ра видел преступника) разводили огромный костёр, над которым находился котёл с водой (причём не просто с водой, а с самой грязной водой, куда сливались отходы и так далее).

## Азия

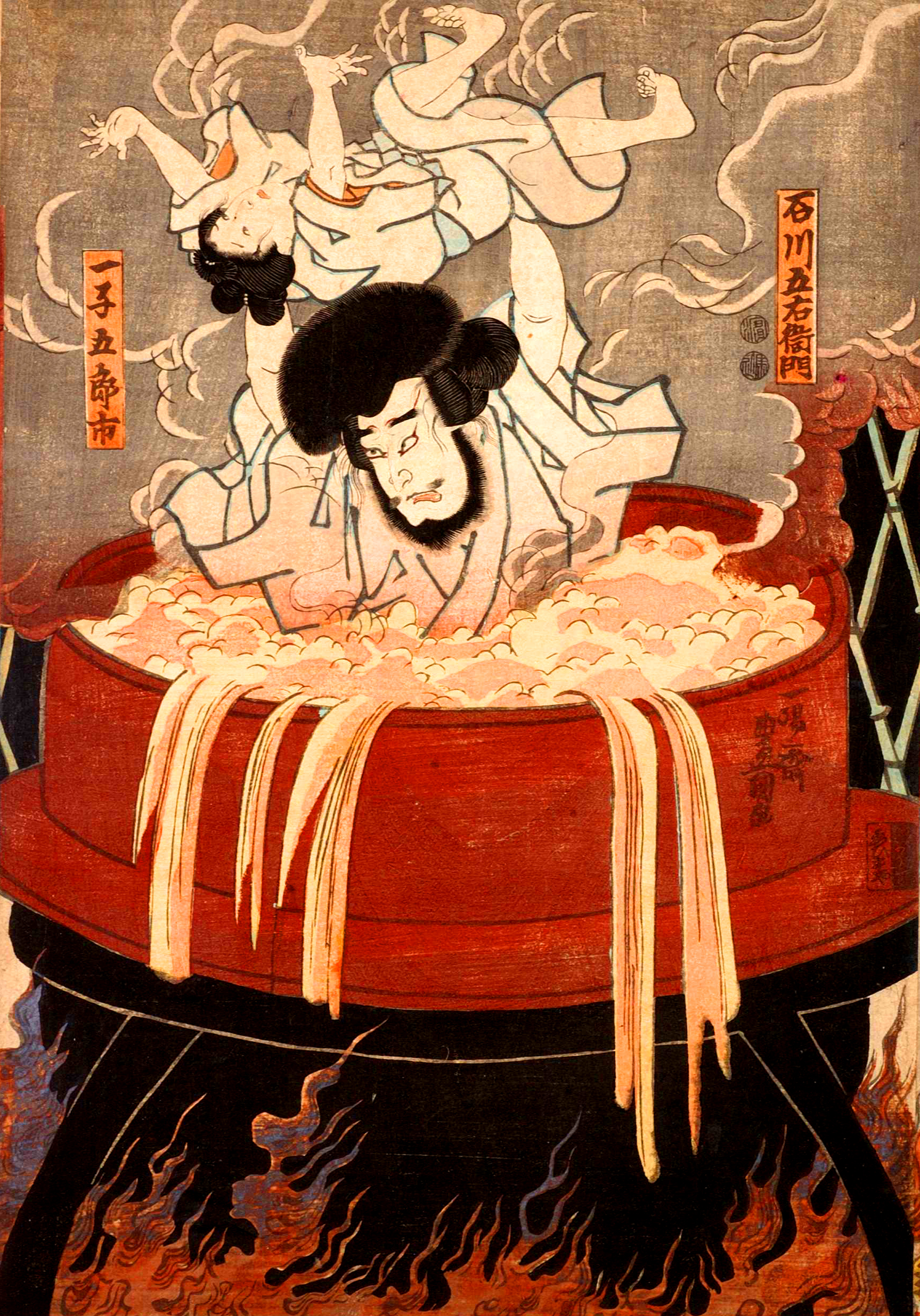
Казнь разбойника Исикавы Гоэмона

В средневековой Японии сварение в кипятке применялось в основном по отношению к ниндзя, схваченным при попытке убийства, а также государственным преступникам, посягавшим на жизнь высших лиц. Так, в 1594 году подобным образом был казнён разбойник Исикава Гоэмон, совершивший неудачное покушение на регента Тоётоми Хидэёси.
В 1675 году в Индии при Великих Моголах через сварение в кипятке был казнён Бхаи Даяла, отказавшийся перейти в ислам.

## Европа
…Слушай: завтра на заре

На широком на дворе

Должен челядь ты заставить

Три котла больших поставить

И костры под них сложить.

Первый надобно налить

До краёв водой студёной,

А второй — водой варёной,

А последний — молоком,

Вскипятя его ключом.

Вот, коль хочешь ты жениться

И красавцем учиниться, —

Ты без платья, налегке,

Искупайся в молоке;

Тут побудь в воде варёной,

А потом ещё в студёной,

И скажу тебе, отец,

Будешь знатный молодец!

…Царь велел себя раздеть,

Два раза́ перекрестился,

Бух в котёл — и там сварился!
В 303 году, при римском императоре Диоклетиане, в италийской провинции Базиликата был заживо сварен в котле с кипящим маслом христианский мученик Святой Вит.
В Германии и Франции эта казнь применялась к фальшивомонетчикам. Согласно швабскому средневековому своду законов «Швабеншпигель» (Schwabenspiegel) и общегерманскому уголовно-судебному уложению Constitutio Criminalis Carolina, последних варили заживо в котлах с кипящим маслом, водой и даже вином.
В Англии в 1531 году таким способом казнён был в Смитфилде Ричард Руз, повар или слуга на кухне в доме епископа Джона Фишера. Руза обвинили в том, что он подсыпал в пищу белый порошок, в результате чего два человека умерло, а остальные заболели. В марте 1542 году подобной казни удостоилась в том же Смитфилде некая Мэри Доу, отравившая своих хозяев.
В Московском царстве по приказу Ивана Грозного летом 1570 года похожей казни подвергли казначея Никиту Фуникова-Курцева, с тем лишь отличием, что его не опускали в котёл, а сначала привязали к столбу, а после обливали попеременно крутым кипятком и холодной водой. Жестокая казнь произвела на современников неизгладимое впечатление, отразившееся в русском народном фольклоре, в частности, в исторической песне «Гнев царя на сына» (XVII в.), посвящённой предполагаемому убийству в ноябре 1581 года Грозным царевича Ивана Ивановича и цитируемой писателем А. К. Толстым в романе «Князь Серебряный» (1863):
Ах вы гой еси, князья мои и бояре!

Надевайте на себя платье черное,

Собирайтеся ко заутреней

Слушать по царевиче панихиду.

Я вас, бояре, всех в котле сварю!